# Aasmestkever
De aasmestkever (Onthophagus coenobita) is een kever uit de familie bladsprietkevers (Scarabaeidae) en de onderfamilie pillendraaiers (Scarabaeinae).

## Naam en indeling
De wetenschappelijke naam van de soort werd voor het eerst voorgesteld door Johann Friedrich Wilhelm Herbst in 1783. Oorspronkelijk werd de wetenschappelijke naam Scarabaeus coenobita gebruikt. De soortaanduiding coenobita betekent vrij vertaald 'commune'.

## Uiterlijke kenmerken
De kever bereikt een lichaamslengte van zes tot tien millimeter, de vrouwtjes worden groter dan de mannetjes. De mannetjes zijn te onderscheiden doordat zij een naar achteren gerichte, driehoekige hoorn achter hun kop hebben die over het pronotum reikt terwijl vrouwtjes een dwars gelegen kiel dragen. Het lichaam heeft een ronde vorm, de kop en het halsschild zijn donker tot zwart van kleur met een groene tot rode metaalachtige glans. Op de kop en het pronotum is een fijne oranjerode beharing aanwezig, het pronotum is voorzien van vele kleine putjes. De dekschilden hebben een geelbruine tot lichtbruine kleur.

## Levenswijze
De kever is het gehele jaar door te vinden maar is vooral actief in de lente tot in de herfst waarna de dieren in winterslaap gaan. In de volgende lente vindt de paring plaats en worden eitjes afgezet. De nesttunnels bestaan uit een verticale gang zonder zijgangen of kamers. De mestballen worden bovenop elkaar gestapeld in de gang. Op iedere mestbal wordt een enkel ei afgezet. De larven ontwikkelen zich in de mestbal en verpoppen zich hier ook.

## Verspreiding en habitat
De soort komt voor in delen van Europa tot in delen van Azië. De aasmestkever heeft een voorkeur voor wat zwaardere bodemtypen zoals kleigrond. De kever wordt vaak gevonden bij runder- of paardenmest. Ook kunnen rottende schimmels of aas worden gebruikt. In geschikte omgevingen kunnen de dieren in groten getale worden gevonden.